# San Paolo (Bari)
San Paolo è un quartiere di Bari appartenente dal 2014 al III municipio (ex II circoscrizione).

## Geografia fisica
Il quartiere si trova nella periferia nord-ovest della città a 8 km dal centro della città e confina:
- a nord-ovest con il quartiere Palese Macchie;
- a nord-est con il quartiere Marconi - San Girolamo - Fesca;
- a sud-est con il quartiere Stanic;
- a sud-ovest con il quartiere Cecilia di Modugno.

## Storia e peculiarità
Il quartiere San Paolo è uno dei quartieri di più recente costruzione nella città di Bari. Esso, infatti costituisce una grande zona residenziale la cui espansione è da ricondurre all'edilizia popolare degli anni cinquanta - settanta.
La fondazione del quartiere fu decisa il 14 febbraio 1956. La mancanza di alloggi che potessero far fronte all'elevata crescita demografica rese necessaria l'edificazione di una grossa area destinata all'espansione territoriale della città capoluogo (come per altre città italiane). In principio fu deciso che il quartiere sarebbe stato intitolato all'allora Ministro dei lavori pubblici Giuseppe Romita, tuttavia nel 1964 si optò per il definitivo ed attuale San Paolo.
La contrada destinata ad accogliere l'opera fu denominata "Tesoro". La zona presentava un certo interesse archeologico, per la presenza di resti della Via Traiana (che in questa zona corrisponde circa al tracciato della strada Capo Scardicchio, la ex Bari-Bitonto), allora già in stato d'abbandono. A un lato di questa vecchia strada, nella zona dell'ospedale San Paolo è ancora presente un titolo, detto "della Chianca", costruito sul finire del XVI secolo, che fino al 1928 segnava il confine tra il Comune di Bari e quello di Bitonto (infatti sulla facciata lato Bitonto reca la scritta Botontum e sul lato barese la scritta Barum).
All'epoca, i lavori della costruzione procedettero lentamente e gli appartamenti pronti non poterono essere subito consegnati, causa l'assenza dei più elementari servizi pubblici. Tra il 1961 e il 1962 furono compiuti grandi sforzi e il quartiere iniziò a popolarsi in modo rapido, seppure con altri problemi riguardanti strutture essenziali incompiute.
Oggi la popolazione del quartiere supera i trentamila abitanti, essendo il San Paolo cresciuto a dismisura e sconfinato nel territorio di Modugno, nel quartiere o zona Cecilia. Da oltre 10 anni l'ospedale San Paolo, presente nel quartiere, è diventato una delle migliori strutture ospedaliere presenti nella provincia.
Negli ultimi anni è stato positivo l'ampliamento dalla zona residenziale "Nuova San Paolo" assieme ad altre, nuove costruzioni e la riqualificazione dei quartieri popolari dello IACP presenti in Viale delle Regioni, nella zona Breda e in via Lombardia. È stato invece recentemente demolito il Teatro Fantarca, unico cinema-teatro presente nel quartiere e luogo di spettacoli, mostre e convegni.
Nel 2007 la zona adiacente all'Ospedale, via Capo Scardicchio, si è ampliata con la costruzione di nuovi complessi residenziali e in zona Breda sono stati inaugurati il 30 aprile 2009 un nuovo centro commerciale, una piscina comunale e una casa di cura per anziani.
Sul quartiere sono presenti: la "Compagnia Carabinieri San Paolo", il "Centro Polifunzionale Polizia Di Stato Rosario Berardi", la "Legione Allievi Finanzieri Guardia di Finanza" e la sede distaccata della "Polizia Locale di Bari".

## Sport
L'"A.S.D. San Paolo Bari" (Associazione Sportiva Dilettantistica San Paolo Bari) è stata una squadra di calcio dilettantistica fondata nel 1995, che ha giocato le partite casalinghe allo "Stadio Comunale Sante Diomede" (sito nel medesimo quartiere) e ha disputato un campionato in Serie D nella stagione 2004-2005; sciolta nel 2005 con il passaggio del titolo sportivo alla "Leonessa Altamura". Rifondata nel 2007 e giunta ancora in Eccellenza nel 2011 dopo una risalita dalla Terza Categoria, nel 2012 è stata rinominata "Quartieri Uniti Bari" per poi essere nuovamente sciolta nel 2017 (in Prima Categoria).
Sportivi nati o cresciuti al quartiere San Paolo: 
- Martino Traversa (calciatore)
- Luigi Anaclerio (calciatore)
- Pasquale Berardi (calciatore)
- Fabio Parisi (lotta greco-romana)

## Ferrovia Bari-San Paolo
Dal 22 dicembre 2008 il quartiere è collegato al centro cittadino mediante la ferrovia Bari-San Paolo, servita dalla relazione FM1 della rete delle Ferrovie del Nord Barese gestita dalla società Ferrotramviaria. Le fermate al servizio del quartiere sono denominate Tesoro, Cittadella, San Gabriele, Ospedale e come capolinea Cecilia.

## Mezzi pubblici
È possibile raggiungere il quartiere San Paolo con i seguenti mezzi pubblici:
- Linee di autobus dell'AMTAB: 3, 13, 16, 33, 53 (in precedenza vi erano anche le linee 13/ e 3/ accorpate rispettivamente alle linee 13 e 53);
- Treni della Ferrotramviaria, ferrovia Bari-San Paolo;
- Tangenziale di Bari SS 16, uscita 5.